# Kirill Gerasimenko
Kirill Gennadjevitsj Gerasimenko (Astana, 18 december 1996) is een Kazachs professioneel tafeltennisser. Hij speelt rechtshandig met de shakehandgreep.
Hij vertegenwoordigde zijn land al twee maal op de Olympische Zomerspelen, in 2016 en 2020.
Hij speelt in de Bundesliga voor SV Werder Bremen.